# Danmark i olympiska sommarspelen 1968
Danmark deltog med 64 deltagare vid de olympiska sommarspelen 1968 i Mexico City. Totalt vann de åtta medaljer och slutade på tjugoandra plats i medaljligan.

## Medaljer

### Guld
- Gunnar Asmussen, Per Jørgensen, Reno Olsen och Mogens Jensen - Cykling, förföljelselopp i lag

### Silver
- Leif Mortensen - Cykling, linjelopp
- Mogens Jensen - Cykling, förföljelselopp 4 km
- Niels Fredborg - Cykling, sprint 1 km
- Aage Birch, Poul Richard Høj Jensen och Niels Markussen - Segling, dragon

### Brons
- Erik Hansen - Kanotsport, K-1 1000 m
- Peter Christiansen och Ib Ivan Larsen - Rodd, två utan styrman
- Harry Jørgensen, Jørn Krab och Preben Krab - Rodd, två med styrman